# Miss Italia 1981

Patrizia Nanetti

Miss Italia 1981 si svolse per la prima volta a Formia e si concluse il 6 settembre 1981. Il concorso è stato condotto da Andrea Giordana, con la direzione artistica di Enzo Mirigliani e l'organizzazione di Mirigliani. Presidente della giuria tecnica è Flavio Bucci. Vincitrice di questa edizione fu la sedicenne Patrizia Nanetti di Ancona.

## Risultati
| Risultato finale  | Concorrente          |
| ----------------- | -------------------- |
| Miss Italia 1981  | - – Patrizia Nanetti |
| Miss Eleganza     | - – Ivana Gianferdi  |
| Miss Cinema       | - – Rita Catania     |
| Miss Linea Sprint | - – Cinzia Melegoni  |

## Concorrenti
01) Silvia Lanfranchi (Miss Emilia)

02) Louise Lanfranchi (Miss Cinema Emilia)

03) Paola Onofri (Miss Lazio)

04) Giuliana Borin (Miss Cinema Piemonte)

05) Barbara Lachina (Miss Liguria)

06) Rossana Gavinel (Miss Veneto)

07) Giusy Corni (Miss Romagna)

08) Elena Giannico (Miss Puglia)

09) Susy Rallo (Miss Basilicata)

10) Michela Maggio (Miss Lombardia)

11) Rossella Giuliani (Miss Eleganza Sicilia)

12) Giovanna Raimondo (Selezione Fotografica Puglia)

13) Tiziana Savio (Miss Eleganza Liguria)

14) Raffaella Trioli (Miss Roma)

15) Gabriella Pinicar (Miss Tre Venezie)

16) Giuseppina Putzolu Maorre (Miss Cinema Sicilia)

17) Ottavia Onnis (Miss Sardegna)

18) Samanta Foiandi (Miss Toscana)

19) Nunzia Avallone (Miss Campania)

20) Patrizia Pilioni (Miss Cinema Sardegna)

21) Cinzia Brachini (Miss Friuli Venezia Giulia)

22) Ester Pagano (Miss Abruzzo)

23) Teresa Pagano (Miss Sicilia)

24) Daniela Biondi (Miss Cinema Romagna)

25) Daniela Daissanti (Miss Cinema Liguria)

26) Elisabetta Fiefrancone (Miss Eleganza Piemonte)

27) Armida Nicolo (Miss Cinema Lombardia)

28) Gabriella Montemagno (Miss Eleganza Puglia)

29) Alessandra Pimpinella (Miss Cinema Campania)

30) Alessandra Macciò (Miss Eleganza Sardegna)

31) Gianna Mariangela Nardi (Selezione Fotografica Puglia)

32) Luciana Ricca (Miss Valle d'Aosta)

33) Carmela Nella Gallina (Miss Calabria)

34) Anna Moana Rosa Pozzi (Miss Cinema Roma)

35) Giuliana Rizzo (Ragazza In Calabria)

36) Carolina Giurlani (Selezione Fotografica)

37) Caterina Ricci (Selezione Fotografica)

38) Tonia Di Taranto (Selezione Fotografica)

39) Nadia Montemagno (Ragazza In Puglia)

40) Anita Fasiolo (Ragazza In Friuli)

41) Elvira Carfagna (Ragazza In Abruzzo)

42) Lorena Brisigatti (Selezione Fotografica)

43) Gilda Salpietro (Selezione Fotografica)

44) Miki Garbin (Selezione Fotografica)

45) Ileana Ligia (Selezione Fotografica) 

46) Ilaria Zarrai (Selezione Fotografica)

47) Emanuela Marchesi (Selezione Fotografica)

48) Italia Piccolo (Selezione Fotografica)

49) Elena Zannin (Selezione Fotografica)

50) Marinetta Gurini (Selezione Fotografica) 

51) Cristina Forniglia (Selezione Fotografica) 

52) Maria Colosimo (Selezione Fotografica)

53) Roberta Gabrielli (Selezione Fotografica)

54) Lara Schilluzzi (Selezione Fotografica) 

55) Patrizia Nanetti (Ragazza In Marche)

56) Ivana Gianferdi (Miss Piemonte)

57) Rita Catania (Miss cinema Lombardia)

58) Cinzia Melegoni (Selezione Fotografica)